# Frequency (producteur)
Pour les articles homonymes, voir Frequency.
Frequency (de son vrai nom Bryan Fryzel) est un producteur et DJ américain, né le 4 janvier 1983 à Rockville Centre, dans le Comté de Nassau.

## Biographie
Bryan Fryzel nait le 4 janvier 1983 à Rockville Centre, dans le Comté de Nassau dans l'État de New York.
Alors qu'il fréquente l'Oceanside High School, il commence comme DJ dans des soirées étudiantes. Il s'essaie ensuite à la production. Au lycée, il rencontre le rappeur 6th Sense, avec lequel il forme ensuite le groupe The Understudies avec l'aide du mentor de 6th Sense, Mr. Tibbs. Ils signent avec le label Freshchest/High Time Records, sur lequel ils sortent le single "Now & Then" b/w "Bananas" à l'été 2004,. Après la séparation du groupe, Frequency produit pour des artistes underground new-yorkais comme Wordsworth, Oktober ou encore Tonedef.
En 2006, il produit pour des rappeurs plus importants comme Raekwon, Cam'ron et même Snoop Dogg, sur le titre "Think About It" de l'album Tha Blue Carpet Treatment. Snoop Dogg dira même que c'est la chansons qu'il préfère sur son album.
L'année suivante, il compose pour d'autres rappeurs comme Ghostface Killah, Red Café, Lil Mama ou encore le supergroupe eMC (composé de Masta Ace, Punch, Words et Strick). Toujours en 2007, il retrouve 6th Sense pour lequel il produit la plupart des titres du premier album de ce dernier, It’s Coming Soon. Il rejoint également le collectif de producteurs Trackmasters, créé par Poke & Tone, avec lesquels il produit pour des artistes tels que Lil' Kim, Game, Keyshia Cole, Beenie Man, Slaughterhouse ou encore Ja Rule. En 2008, il produit à nouveau un titre pour Snoop Dogg, sur l'album Ego Trippin'. Il est également DJ sur la tournée européenne de Pharoahe Monch. Il le sera également pour le supergroupe Slaughterhouse.
En 2009, il se concentre sur la carrière de la chanteuse pop Adair, signée sur son label Freq Show Music, Inc.. En 2010, Frequency se joint à la chanteuse Anna Yvette pour former le groupe de production FNA, qui produit notamment les titres "All We Have" de MGK et le single "So Hard" de Joell Ortiz.
En 2012, il produit un titre sur l'album Strange Clouds de B.o.B. En 2013, il produit le titre "The Monster" d'Eminem featuring Rihanna, 4e single extrait de l'album The Marshall Mathers LP 2.

## Discographie à la production

### 2017

#### Eminem-Revival
- "Revival (interlude)"

### 2013

#### Eminem-The Marshall Mathers LP 2
- "The Monster" feat. Rihanna

#### OnCue -Angry Young Man
- "Way Too Far" (coproduit par Maki)

#### Joe Budden-No Love Lost
- "Skeletons" feat. Joell Ortiz, Crooked I & Kaydence

#### Joell Ortiz
- "Brooklyn In The Building"

### 2012

#### MGK-Lace Up
- "All We Have" feat. Anna Yvette (coproduit par Anna Yvette)

#### B.o.B-Strange Clouds
- "Chandelier" feat. Lauriana Mae 	Strange Clouds (Atlantic 2012)

#### Charli Baltimore-True Lies
- "All Lies" feat. Maino

#### iFFY the Bad Man-Lover By Day, Thief at Night
- "Triumph"
- "Mama Won't"
- "Nobody"
- "Heaven or Hell"
- "Mademoiselle"

#### Wordsworth -The Photo Album
- "Don't Settle"

#### iFFY the Bad Man
- "Ain't No Reason" 	(2012)

#### Joell Ortiz
- "I Want It All" feat iFFY the Bad Man & Jim Jones

#### Joe Budden
- "Lower" feat. Young Chris 	(E1 2012)

#### Krissy Krissy -Above AllEP
- "Dream"
- "Broken Glass"
- "Suspicious"

### 2011

#### iFFY the Bad Man
- "Do You"

#### FNA
- "Take Me Home Tonight"

#### Slaughterhouse-SlaughterhouseEP
- "Fight Club (Remix)"
- "Move On (Remix)" feat. iFFY

#### The Kid Daytona -Interlude 2
- "Paraphernalia" feat iFFY the Bad Man (coproduit par 6th Sense)

#### Donny Goines -Success Served Cold
- "Barbarians" feat. Just Blaze, Jon Connor & Laws

#### Wais P -It's In The GameMixtape
- "Oh Baby"

#### Lil' Mama-FamiliarMixtape
- "Doughboy" feat. Mishon 	 (2011)

#### Shvona Lavette
- "Goin' Under"

#### Roc$teady -District 562Mixtape
- "Waste of Your Time" feat. Jon Huertas

### 2010

#### Candy Slice (Ke$ha,Taylor Swift,Nicki Minaj,Katy Perry&Snooki)
- "Jingle Jangle" (coproduit par Anna Yvette)

#### Joell Ortiz-Free Agent
- "So Hard" feat. Anna Yvette (coproduit par Anna Yvette)
- "Call Me" feat. Novel (production additionnelle uniquement)

#### Joe Budden-Mood Music 4
- "Welcome to Real Life"

#### Joell Ortiz
- "We Don't Believe You" feat Joe Budden & Novel
- "I'm A Beast"

#### Kutt Calhoun -Raw and Un-Kutt
- "She Wants Me" feat Irv Da Phenom & Too $hort
- "Only Knew" feat Bishop Young Don & D-Skanless
- "Hey Hey Hey (Raw & Unkutt)"
- "Kansas City Shuffle"

#### Royce da 5'9"-Bar Exam 3
- "In The Club"

#### Joell Ortiz& Novel -Defying the Predictable
- "Motherland" feat. Spree Wilson

#### Imani
- "Time Is Up" feat. Jadakiss

### 2009

#### Slaughterhouse-Slaughterhouse
- "Fight Club"

#### Royce da 5'9"-Street Hop
- "Murder"
- "Soldier"

#### Joell Ortiz-RoadkillMixtape
- "50 For the People"
- "Ortiz In This Bitch"
- "Snake Charmer"

#### Crooked I-Mr. Pig Face Weapon Waist
- "You Shoulda Made A Phone Call"

#### Joey 6'1"
- "On My Grind Cousin" feat. Slaughterhouse

#### Krys Ivory -ReflectionsMixtape
- "Mr. Maybe"

#### The Kid Daytona -Come Fly With Me
- "Right Now Till Then" (coproduit par 6th Sense)

#### French Montana-Mac Wit The CheeseMixtape
- "Cocaine Konvict"

#### Donny Goines -Breakfast Club
- "Whatever It Is"

#### Adair
- "Show Off"
- "PTSD (Panic Attack)"

#### Fresh Daily -The Gorgeous Killer: In Crimes Of Passion
- "Video Gaming"

### 2008

#### Snoop Dogg-Ego Trippin'
- "Make It Good (One Chance)"

#### Lil' Kim
- "Download" feat. T-Pain

#### Young Chris
- "Can't Let You Get Away"

#### Ras Kass-Institutionalized Vol. 2
- "I'm All That"

#### EMC -The Show
- "Feel It" feat. Money Harm of Product G&B
- "Don't Give Up"
- "What It Feel Like"

#### Ja Rule
- "Like Me" 	(2008)

#### Slaughterhouse
- "Onslaught"

#### Rocko & AB
- "Big Things"

#### LeMarvin
- "Around My Way" feat. The Game

#### Ca$his
- "Beautiful Lies"

#### A. Pinks -Will Rap For Food
- "Held Me Down (Hip Hop)"

#### Haffa
- "Hot Times"

#### Labba
- "The World Is Mine"

#### Wais P (de Da Ranjahz) -Gone Pimpin
- "Quarter Mill Kevin"
- "The Pussy Is Yours" feat. Devin the Dude
- "Gone Pimpin'"
- "They Comin'" feat. D-Dot (The Mad Rapper)

#### Clap Cognac -Kani LifeMixtape
- "Kani Life"

#### Jelani -Wait You Can Rap?!?!
- "Living My Dream"
- "Do What You Love" (coproduit par 6th Sense)

#### Emcee Anime -The Singles EP
- "Gorilla Music" feat. 6th Sense, Animal Cracka & Emilio Rojas

### 2007

#### Ghostface Killah-The Big Doe Rehab
- "White Linen Affair"

#### 6th Sense -It's Coming Soon
- "Run It By Me"
- "Pop Off"
- "Frenzy"
- "Midsummer Night's Dream"
- "C'mon I Wanna Tell Ya"

#### DJ Envy &Red Café-The Co-Op
- "Invincible"

#### Juganot
- "En Why Cee" feat. Joell Ortiz & Uncle Murda
- "I'm A Hustla"

#### A. Pinks
- "Get What I Want"

#### Wildabeast -Many Levels
- "Smoke With A Hippie"

#### Tikki Diamondz
- "Plenty Of Love" feat. Raekwon & Gravy

### 2006

#### Cam'ron-Dip Set: The Movement Moves On
- "Ya'll Can't Live His Life"

#### Snoop Dogg-Tha Blue Carpet Treatment
- "Think About It"

#### El Da Sensei -The Unusual
- "Natural Feel Good"

#### 6th Sense -Highing Fly
- "Highing Fly"
- "Wake Up" feat. Wildabeast
- "Getdownwitit"
- "Wait"
- "De La Soul"
- "Step Out"
- "Who Could Be"
- "Fundamentals"
- "Stopfuckinwitme" (coproduit par 6th Sense)
- "Bounce"
- "Untitled"
- "My Story (Remix)" feat. Mike Maven & Wildabeast (coproduit par 6th Sense)
- "Rewind"

### 2004

#### Wordsworth -Mirror Music
- "One Day"
- "Don't Go" feat. Adanita Ross
- "Shoulder"

#### The Understudies
- "Now & Then" 	(Freshchest 2004)
- "Bananas" feat. Cashmere the PRO, CunninLynguists, Oktober & Tonedeff

#### Oktober -Projekt: Building
- "NYC"
- "None Wanna Die"
- "In Your Eye (Black Exit)"